# Бог Пајн Ки (Флорида)
Бог Пајн Ки (енгл. Big Pine Key) насељено је место без административног статуса у америчкој савезној држави Флорида.

## Демографија
По попису из 2010. године број становника је 4.252, што је 780 (-15,5%) становника мање него 2000. године.
| Група             | 2000.         | 2010.         |
| Белци             | 4.496 (89,3%) | 3.640 (85,6%) |
| Афроамериканци    | 55 (1,1%)     | 75 (1,8%)     |
| Азијати           | 29 (0,6%)     | 34 (0,8%)     |
| Хиспаноамериканци | 338 (6,7%)    | 439 (10,3%)   |
| Укупно            | 5.032         | 4.252         |